# Ronde van Antalya
De Ronde van Antalya is een meerdaagse wielerwedstrijd die sinds 2018 jaarlijks wordt verreden in de provincie Antalya en maakt deel uit van de UCI Europe Tour. De editie van 2021 werd afgelast door de coronapandemie. Sinds 2022 is de ronde van Antalya gepromoveerd naar categorie 2.1. De eerste drie edities was de wedstrijd nog gecatalogeerd als categorie 2.2. Het eindklassement van de eerste editie werd gewonnen door Artjom Ovetsjkin, in 2019 werd hij opgevolgd door Szymon Rekita.

## Lijst van winnaars

### Overwinningen per land
| Zeges | Land                                                    |
| ----- | ------------------------------------------------------- |
| 001   | Denemarken, Italië, Polen, Rusland, Verenigd Koninkrijk |